# Якинт Бичурин
Никита Яковлевич Бичурин (с монашеско име Якинт) е руски духовник, възможно от чувашки произход, основоположник на руската китаистика.
Между 1807 и 1822 година участва в руска дипломатическа мисия в Китай. След завръщането си създава първото училище по китайски език в Русия, превежда и написва множество книги и статии, свързани с Китай и Централна Азия.

## Някои произведения
- Описание Тибета в нынешнем его состоянии (1828)
- Описание Пекина (1828)
- Описание Чжуньгарии и Восточного Туркестана (1828)
- Записки о Монголии (1828)
- История первых четырех ханов из дома Чингисова (1829)
- Историческое обозрение ойратов и калмыков с XV столетия до настоящего времени (1834)
- Китайская грамматика, Хань-вынь ца-мынь (1838)
- Китай, его жители, нравы, обычаи, просвещение (1840)
- Статистическое описание Китайской империи (1842)
- Китай в гражданском и нравственном состоянии (1848)
- Собрание сведений о народах, обитавших в Средней Азии в древнее время (1851)